# 韋厄拉鎮區 (堪薩斯州塞奇威克縣)
韋厄拉鎮區（英語：Viola Township）為美國堪薩斯州塞奇威克縣轄下的鎮區。2010年美国人口普查中此鎮區人口有479人。

## 地理
韋厄拉鎮區涵蓋總面積為94.3平方（36.40平方英里），其中陸地面積為93.3平方（36.04平方英里），水域面積為0.93平方（0.36平方英里）或0.99%。海拔高度400（1,300英尺）。

## 人口統計
根據2010年美國人口普查，韋厄拉鎮區人口有479人，其中男性有246人，女性有233人，人口密度為每平方公里5.08人，住房計202戶。鎮區內的白人有454人，非裔美國人有3人，美洲原住民有3人，亞裔美國人有1人，太平洋島裔美國人有0人，其他種族有7人，混血種族則有11人。此外鎮區內有35人為西班牙裔或拉丁裔美國人。此鎮區之年齡中位數為40.4歲，而男性年齡中位數為39.2歲，女性年齡中位數為42.8歲。

## 交通

### 主要公路
- 42號堪薩斯州州道
- 49號堪薩斯州州道